# Screen Actors Guild Award voor een uitstekende prestatie door een vrouwelijke acteur in een miniserie of televisiefilm
De Screen Actors Guild Award voor een uitstekende prestatie door een vrouwelijke acteur in een miniserie of televisiefilm (Engels: Outstanding Performance by a Female Actor in a Television Movie or Limited Series) wordt sinds 1994 uitgereikt. Joanne Woodward mocht de prijs als eerste in ontvangst nemen.

## Winnaars en genomineerden
De winnaars staan bovenaan in vette letters op een gele achtergrond. De overige acteurs, series en films die werden genomineerd staan eronder vermeld in alfabetische volgorde.

### 1994-1999
| Jaar              | Acteur                                       | Serie / film |
| ----------------- | -------------------------------------------- | ------------ |
| 1994 (1e)         |                                              |              |
| Joanne Woodward   | Breathing Lessons                            |              |
| Katharine Hepburn | One Christmas                                |              |
| Diane Keaton      | Amelia Earhart: The Final Flight             |              |
| Sissy Spacek      | A Place for Annie                            |              |
| Cicely Tyson      | Oldest Living Confederate Widow Tells All    |              |
| 1995 (2e)         |                                              |              |
| Alfre Woodard     | The Piano Lesson                             |              |
| Glenn Close       | Serving in Silence                           |              |
| Sally Field       | A Woman of Independent Means                 |              |
| Anjelica Huston   | Buffalo Girls                                |              |
| Sela Ward         | Almost Golden: The Jessica Savitch Story     |              |
| 1996 (3e)         |                                              |              |
| Kathy Bates       | The Late Shift                               |              |
| Anne Bancroft     | Homecoming                                   |              |
| Stockard Channing | An Unexpected Family                         |              |
| Jena Malone       | Bastard out of Carolina                      |              |
| Cicely Tyson      | The Road to Galveston                        |              |
| 1997 (4e)         |                                              |              |
| Alfre Woodard     | Miss Evers' Boys                             |              |
| Glenn Close       | In the Gloaming                              |              |
| Faye Dunaway      | The Twilight of the Golds                    |              |
| Sigourney Weaver  | Snow White: A Tale of Terror                 |              |
| Mare Winningham   | George Wallace                               |              |
| 1998 (5e)         |                                              |              |
| Angelina Jolie    | Gia                                          |              |
| Ann-Margret       | Life of the Party: The Pamela Harriman Story |              |
| Stockard Channing | The Baby Dance                               |              |
| Olympia Dukakis   | Armistead Maupin's More Tales of the City    |              |
| Mary Steenburgen  | About Sarah                                  |              |
| 1999 (6e)         |                                              |              |
| Halle Berry       | Introducing Dorothy Dandridge                |              |
| Kathy Bates       | Annie                                        |              |
| Judy Davis        | A Cooler Climate                             |              |
| Sally Field       | A Cooler Climate                             |              |
| Helen Mirren      | The Passion of Ayn Rand                      |              |

### 2000-2009
| Jaar                | Acteur                                    | Serie / film |
| ------------------- | ----------------------------------------- | ------------ |
| 2000 (7e)           |                                           |              |
| Vanessa Redgrave    | If These Walls Could Talk 2               |              |
| Stockard Channing   | The Truth About Jane                      |              |
| Judi Dench          | The Last of the Blonde Bombshells         |              |
| Sally Field         | David Copperfield                         |              |
| Elizabeth Franz     | Death of a Salesman                       |              |
| 2001 (8e)           |                                           |              |
| Judy Davis          | Life with Judy Garland: Me and My Shadows |              |
| Angela Bassett      | Ruby's Bucket of Blood                    |              |
| Anjelica Huston     | The Mists of Avalon                       |              |
| Sissy Spacek        | Midwives                                  |              |
| Emma Thompson       | Wit                                       |              |
| 2002 (9e)           |                                           |              |
| Stockard Channing   | The Matthew Shepard Story                 |              |
| Kathy Bates         | My Sister's Keeper                        |              |
| Helen Mirren        | Door to Door                              |              |
| Vanessa Redgrave    | The Gathering Storm                       |              |
| Uma Thurman         | Hysterical Blindness                      |              |
| 2003 (10e)          |                                           |              |
| Meryl Streep        | Angels in America                         |              |
| Anne Bancroft       | The Roman Spring of Mrs. Stone            |              |
| Helen Mirren        | The Roman Spring of Mrs. Stone            |              |
| Mary-Louise Parker  | Angels in America                         |              |
| Emma Thompson       | Angels in America                         |              |
| 2004 (11e)          |                                           |              |
| Glenn Close         | The Lion in Winter                        |              |
| Patricia Heaton     | The Goodbye Girl                          |              |
| Keke Palmer         | The Wool Cap                              |              |
| Hilary Swank        | Iron Jawed Angels                         |              |
| Charlize Theron     | The Life and Death of Peter Sellers       |              |
| 2005 (12e)          |                                           |              |
| S. Epatha Merkerson | Lackawanna Blues                          |              |
| Tonantzin Carmelo   | Into the West                             |              |
| Cynthia Nixon       | Warm Springs                              |              |
| Joanne Woodward     | Empire Falls                              |              |
| Robin Wright Penn   | Empire Falls                              |              |
| 2006 (13e)          |                                           |              |
| Helen Mirren        | Elizabeth I                               |              |
| Annette Bening      | Mrs. Harris                               |              |
| Shirley Jones       | Hidden Places                             |              |
| Cloris Leachman     | Mrs. Harris                               |              |
| Greta Scacchi       | Broken Trail                              |              |
| 2007 (14e)          |                                           |              |
| Queen Latifah       | Life Support                              |              |
| Ellen Burstyn       | For One More Day                          |              |
| Debra Messing       | The Starter Wife                          |              |
| Anna Paquin         | Bury My Heart at Wounded Knee             |              |
| Vanessa Redgrave    | The Fever                                 |              |
| Gena Rowlands       | What If God Were the Sun?                 |              |
| 2008 (15e)          |                                           |              |
| Laura Linney        | John Adams                                |              |
| Laura Dern          | Recount                                   |              |
| Shirley MacLaine    | Coco Chanel                               |              |
| Phylicia Rashad     | A Raisin in the Sun                       |              |
| Susan Sarandon      | Bernard and Doris                         |              |
| 2009 (16e)          |                                           |              |
| Drew Barrymore      | Grey Gardens                              |              |
| Joan Allen          | Georgia O'Keeffe                          |              |
| Ruby Dee            | America                                   |              |
| Jessica Lange       | Grey Gardens                              |              |
| Sigourney Weaver    | Prayers for Bobby                         |              |

### 2010-2019
| Jaar                 | Acteur                                                    | Serie / film |
| -------------------- | --------------------------------------------------------- | ------------ |
| 2010 (17e)           |                                                           |              |
| Claire Danes         | Temple Grandin                                            |              |
| Catherine O'Hara     | Temple Grandin                                            |              |
| Julia Ormond         | Temple Grandin                                            |              |
| Winona Ryder         | When Love Is Not Enough: The Lois Wilson Story            |              |
| Susan Sarandon       | You Don't Know Jack                                       |              |
| 2011 (18e)           |                                                           |              |
| Kate Winslet         | Mildred Pierce                                            |              |
| Diane Lane           | Cinema Verite                                             |              |
| Maggie Smith         | Downton Abbey                                             |              |
| Emily Watson         | Appropriate Adult                                         |              |
| Betty White          | Hallmark Hall of Fame: The Lost Valentine                 |              |
| 2012 (19e)           |                                                           |              |
| Julianne Moore       | Game Change                                               |              |
| Nicole Kidman        | Hemingway & Gellhorn                                      |              |
| Charlotte Rampling   | Restless                                                  |              |
| Sigourney Weaver     | Political Animals                                         |              |
| Alfre Woodard        | Steel Magnolias                                           |              |
| 2013 (20e)           |                                                           |              |
| Helen Mirren         | Phil Spector                                              |              |
| Angela Bassett       | Betty and Coretta                                         |              |
| Helena Bonham Carter | Burton & Taylor                                           |              |
| Holly Hunter         | Top of the Lake                                           |              |
| Elisabeth Moss       | Top of the Lake                                           |              |
| 2014 (21e)           |                                                           |              |
| Frances McDormand    | Olive Kitteridge                                          |              |
| Ellen Burstyn        | Flowers in the Attic                                      |              |
| Maggie Gyllenhaal    | The Honourable Woman                                      |              |
| Julia Roberts        | The Normal Heart                                          |              |
| Cicely Tyson         | The Trip to Bountiful                                     |              |
| 2015 (22e)           |                                                           |              |
| Queen Latifah        | Bessie                                                    |              |
| Nicole Kidman        | Grace of Monaco                                           |              |
| Christina Ricci      | The Lizzie Borden Chronicles                              |              |
| Susan Sarandon       | The Secret Life of Marilyn Monroe                         |              |
| Kristen Wiig         | The Spoils Before Dying                                   |              |
| 2016 (23e)           |                                                           |              |
| Sarah Paulson        | American Crime Story: The People v. O.J. Simpson          |              |
| Bryce Dallas Howard  | Black Mirror                                              |              |
| Felicity Huffman     | American Crime                                            |              |
| Audra McDonald       | Lady Day at Emerson's Bar and Grill                       |              |
| Kerry Washington     | Confirmation                                              |              |
| 2017 (24e)           |                                                           |              |
| Nicole Kidman        | Big Little Lies                                           |              |
| Laura Dern           | Big Little Lies                                           |              |
| Jessica Lange        | Feud: Bette and Joan                                      |              |
| Susan Sarandon       | Feud: Bette and Joan                                      |              |
| Reese Witherspoon    | Big Little Lies                                           |              |
| 2018 (25e)           |                                                           |              |
| Patricia Arquette    | Escape at Dannemora                                       |              |
| Amy Adams            | Sharp Objects                                             |              |
| Patricia Clarkson    | Sharp Objects                                             |              |
| Penélope Cruz        | American Crime Story: The Assassination of Gianni Versace |              |
| Emma Stone           | Maniac                                                    |              |
| 2019 (26e)           |                                                           |              |
| Michelle Williams    | Fosse/Verdon                                              |              |
| Patricia Arquette    | The Act                                                   |              |
| Toni Collette        | Unbelievable                                              |              |
| Joey King            | The Act                                                   |              |
| Emily Watson         | Chernobyl                                                 |              |

### 2020-2029
| Jaar              | Acteur                                     | Serie / film |
| ----------------- | ------------------------------------------ | ------------ |
| 2020 (27e)        |                                            |              |
| Anya Taylor-Joy   | The Queen's Gambit                         |              |
| Cate Blanchett    | Mrs. America                               |              |
| Michaela Coel     | I May Destroy You                          |              |
| Nicole Kidman     | The Undoing                                |              |
| Kerry Washington  | Little Fires Everywhere                    |              |
| 2021 (28e)        |                                            |              |
| Kate Winslet      | Mare of Easttown                           |              |
| Jennifer Coolidge | The White Lotus                            |              |
| Cynthia Erivo     | Genius: Aretha                             |              |
| Margaret Qualley  | Maid                                       |              |
| Jean Smart        | Mare of Easttown                           |              |
| 2022 (29e)        |                                            |              |
| Jessica Chastain  | George & Tammy                             |              |
| Emily Blunt       | The English                                |              |
| Julia Garner      | Inventing Anna                             |              |
| Niecy Nash-Betts  | Dahmer – Monster: The Jeffrey Dahmer Story |              |
| Amanda Seyfried   | The Dropout                                |              |
| 2023 (30e)        |                                            |              |
| Ali Wong          | Beef                                       |              |
| Uzo Aduba         | Painkiller                                 |              |
| Kathryn Hahn      | Tiny Beautiful Things                      |              |
| Brie Larson       | Lessons in Chemistry                       |              |
| Bel Powley        | A Small Light                              |              |
| 2024 (31e)        |                                            |              |
| Jessica Gunning   | Baby Reindeer                              |              |
| Kathy Bates       | The Great Lillian Hall                     |              |
| Cate Blanchett    | Disclaimer                                 |              |
| Jodie Foster      | True Detective: Night Country              |              |
| Lily Gladstone    | Under the Bridge                           |              |
| Cristin Milioti   | The Penguin                                |              |